# Động vật ăn gỗ

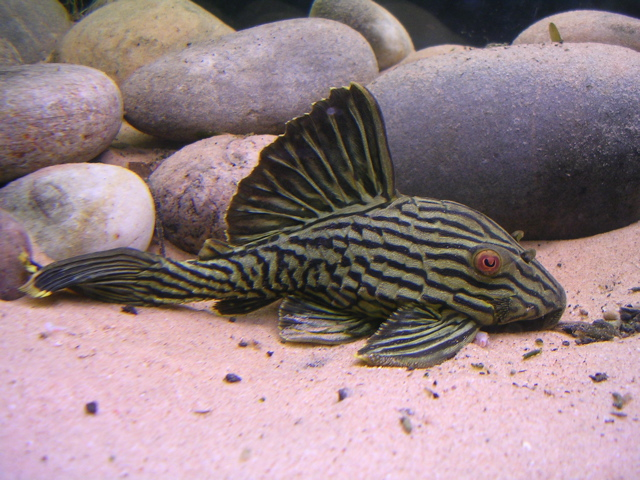
Một con cá ăn gỗ

Trong sinh thái học, động vật ăn gỗ (tiếng Anh: xylophage) là một số loài động vật ăn cỏ có chế độ ăn bao gồm chủ yếu hoặc duy nhất là gỗ. Từ tiếng Anh xylophagy (tập tính ăn gỗ) xuất phát từ tiếng Hy Lạp: ξυλοφάγος, xylophagous có nghĩa là "ăn gỗ", được hợp thành từ từ ξύλον, xulon "gỗ" và φαγεῖν, phagein "ăn" - tên tiếng Hy Lạp cổ đại cho một loại chim ăn sâu. Động vật ăn gỗ mục được gọi là Sapro-xylophagous hoặc saproxylic.

## Các loài
Hầu hết các loài động vật như là động vật chân đốt, chủ yếu là côn trùng các loại, trong đó hành vi này là khá phổ biến, và được tìm thấy trong nhiều thực đơn khác nhau. Nó không phải là không phổ biến cho các loài côn trùng chuyên, trong một số trường hợp, chúng giới hạn mình vào nhóm thực vật nào đó. Các loài thường được biết đến như: bọ cánh cứng Bark, hải ly, mối, mọt, Cá ăn gỗ (cá da trơn) và khỉ đột
Những con khỉ đột ở Uganda lại ăn gỗ mục và liếm gốc cây. Khỉ đột ở Công viên quốc gia Bwindi ở Uganda sẽ ngậm những mảnh gỗ trong vài phút trước khi nhổ ra. Đôi khi chúng gặm gỗ cho đến khi chảy máu răng. Chúng cũng liếm bề mặt của những gốc cây và bên trong những khúc gỗ bị mục rữa, bẻ gãy các mảnh gỗ để gặm nhấm sau này. Khỉ đột sẽ hằng ngày quay trở lại gốc gây cũ và ăn. Có thể gỗ có một tác dụng chữa bệnh nào đấy, như đuổi ký sinh trùng hay chữa đau bụng, những mảnh gỗ mục là nguồn cung cấp hơn 95% lượng natri trong thực đơn của con vật, kể cả khi gỗ chỉ chiếm 4% lượng thức ăn của chúng.